# Lawrence County (Indiana)
Lawrence County is een county in de Amerikaanse staat Indiana.
De county heeft een landoppervlakte van 1.162 km² en telt 45.922 inwoners (volkstelling 2000). De hoofdplaats is Bedford.

## Bevolkingsontwikkeling

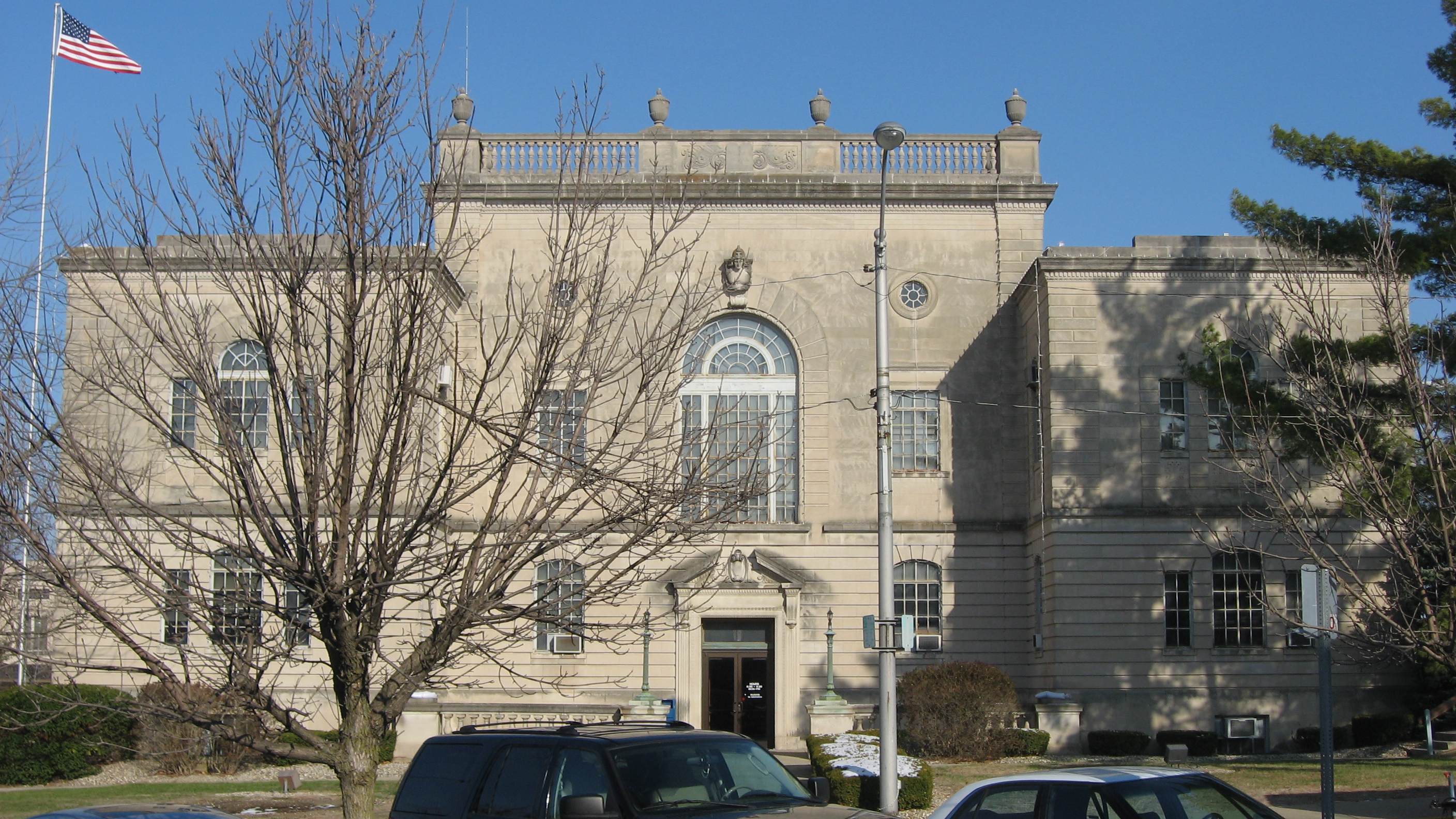
Lawrence County Courthouse